# Pipriac
Pipriac (en bretó Presperieg, en gal·ló Pisperiac) és un municipi francès, situat a la regió de Bretanya, al departament d'Ille i Vilaine. L'any 2006 tenia 3.182 habitants.

## Demografia
| 1962                                       | 1968  | 1975  | 1982  | 1990  | 1999  |
| ------------------------------------------ | ----- | ----- | ----- | ----- | ----- |
| 2.804                                      | 2.848 | 2.669 | 2.669 | 2.772 | 2.912 |
| Des de 1962: població sense dobles comptes |       |       |       |       |       |

## Administració
| Període   | Identitat       | Partit        |
| --------- | --------------- | ------------- |
| 1983-1989 | Andrée Gueutier | Divers droite |
| 1989-2008 | Yannick Pinson  | Divers droite |
| 2008-     | Marcel Bouvier  | Divers droite |

## Galeria d'imatges

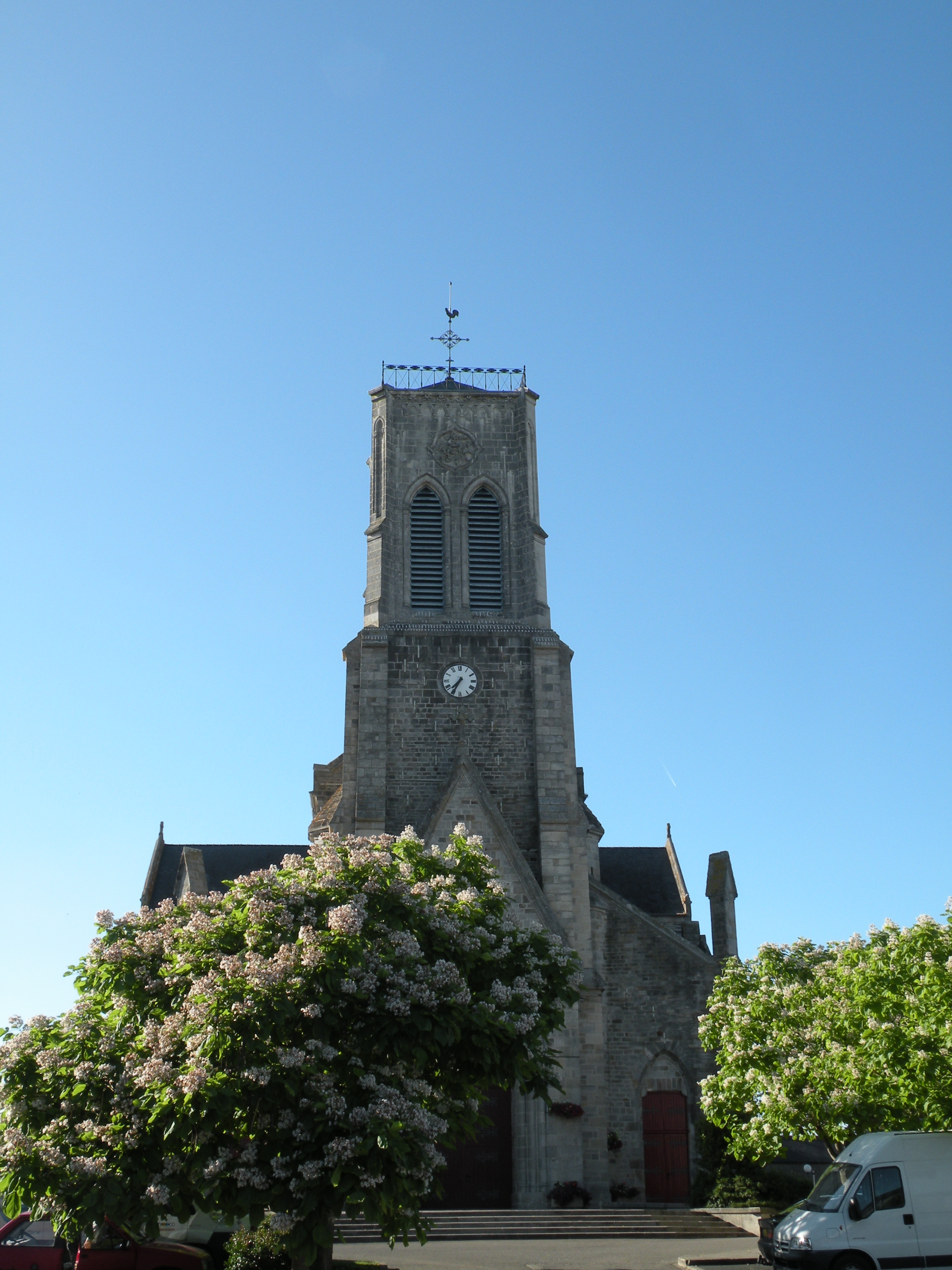
L'església
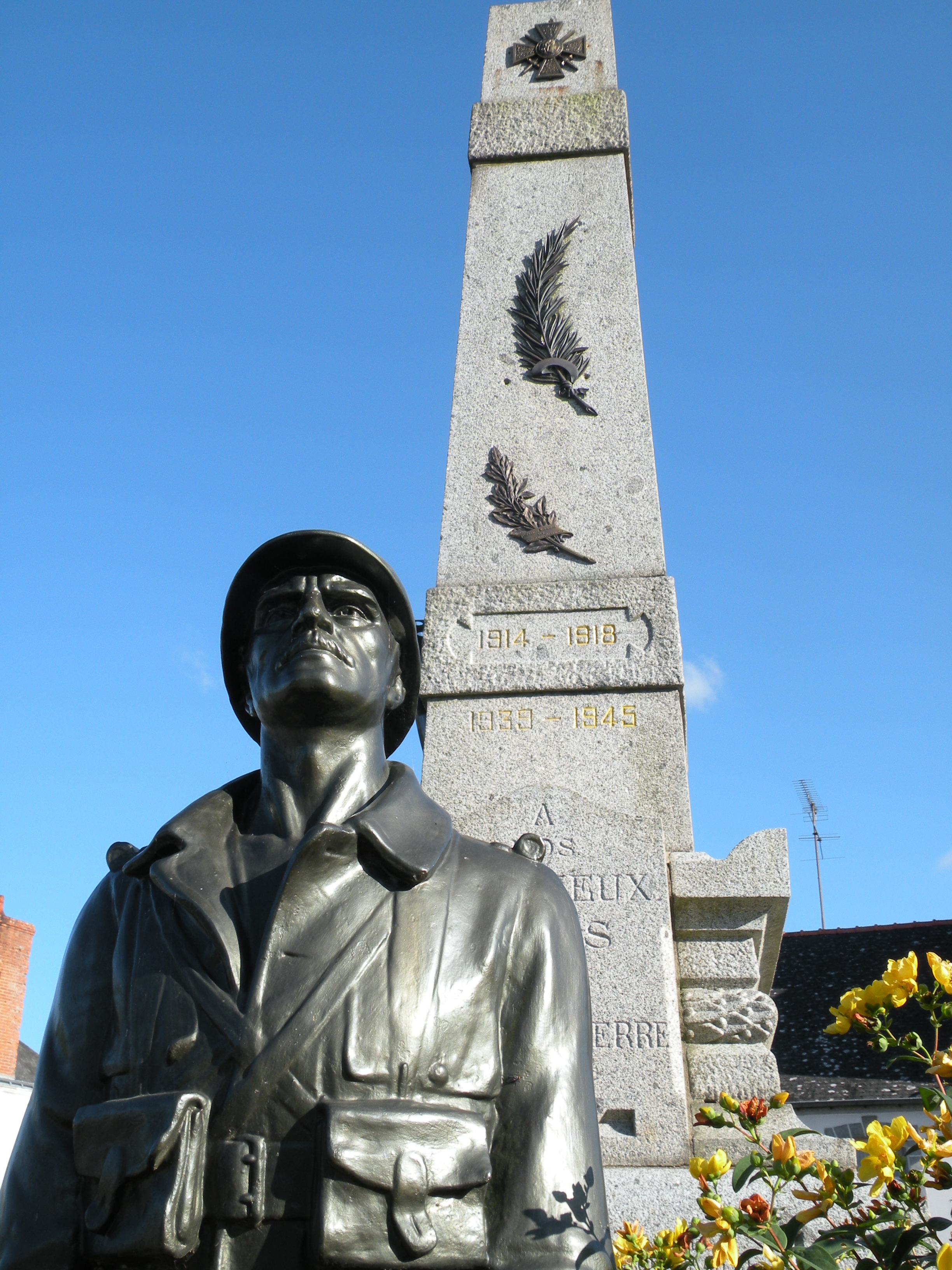
El monument als morts